# Donuea decorsei
Espèce
Synonymes
- Donuca decorsei Simon, 1903

Donuea decorsei est une espèce d'araignées aranéomorphes de la famille des Corinnidae.

## Distribution
Cette espèce est endémique de Madagascar. Elle se rencontre vers Maevatanana.

## Description
Le mâle holotype mesure 9 mm.

## Systématique et taxinomie
Cette espèce a été décrite sous le protonyme Donuca decorsei par Simon en 1903. Le nom Donuca Simon, 1903 étant préoccupé par Donuca Walker, 1865 dans les lépidoptères, il est renommé Donuea par Strand en 1932.

## Étymologie
Cette espèce est nommée en l'honneur de Gaston-Jules Decorse.

## Publication originale
- Simon, 1903 : « Descriptions d'arachnides nouveaux de Madagascar, faisant partie des collections du Muséum. » Bulletin du Muséum National d'Histoire Naturelle, vol. 9, p. 133-140 (texte intégral).